# 荒川橋駅
荒川橋駅（あらかわばしえき）は、山梨県甲府市寿町にあった山梨交通電車線の電停である。

## 概要
美術館通りが弧を描き荒川橋で荒川を渡る途中、すなわち橋の真ん中にあった。寿町電停まで続いて来た狭い街並みが橋の袂に至って途切れ、景観が開けた中にある1面1線の電停であった。なおわずかな間、甲府側の起点であったことがある。
ここで併用軌道区間は終了し、橋を渡りきってさらに貢川を越えた先でぐいっと南に曲がって専用軌道に入っていた。

## 歴史
- 1932年（昭和7年）9月15日：開業。
- 1962年（昭和37年）7月1日：路線廃止により廃駅。

## 廃線後の状況

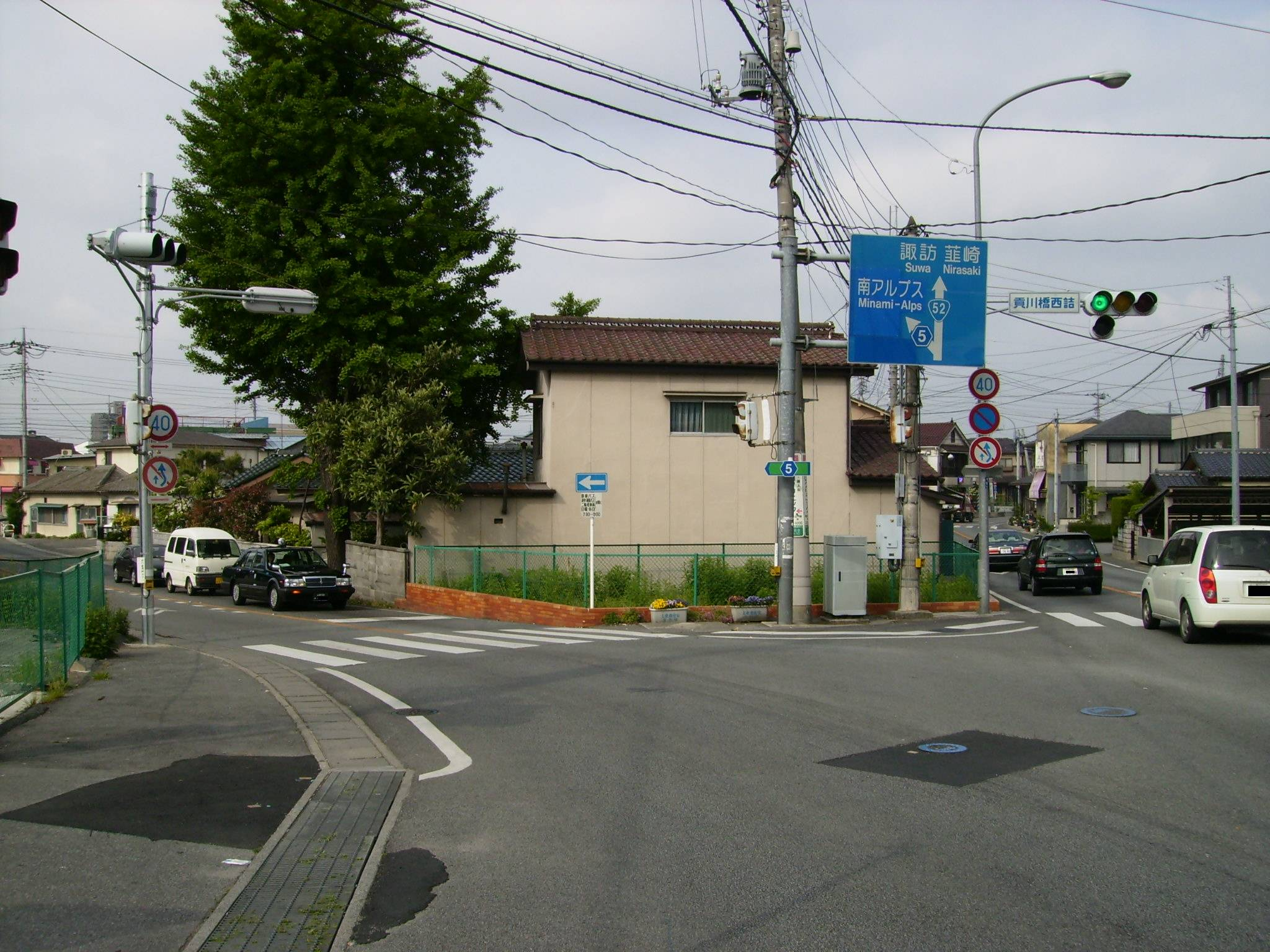
専用軌道進入部跡

廃線後は元々が安全地帯もない状態だったこともあり、電停自体の痕跡は残されていない。「荒川橋」のバス停がちょうど電停のあった橋の中央が電停跡である。
専用軌道への進入部は現在も残されているばかりでなく、そこから先の廃線跡自体が県道として使用されている。甲府駅南口からここを経由して甲斐青柳駅のあった富士川町青柳地区を通り、鰍沢へ抜けるという電車線ルートを取る乗合自動車も運行されている。

## 隣の駅
山梨交通
電車線
寿町駅 - 荒川橋駅 - 上石田駅